# Spay (Sarthe)
Pour les articles homonymes, voir Spay.
Spay est une commune française située dans le département de la Sarthe en région Pays de la Loire, peuplée de 2 821 habitants.
Précédemment rattachée à l'arrondissement du Mans, elle est depuis 2006 intégrée à celui de La Flèche. Elle est également membre de la communauté de communes du Val de Sarthe depuis 2011.
La commune fait partie de la province historique du Maine, et se situe dans le Haut-Maine.

## Géographie

### Localisation

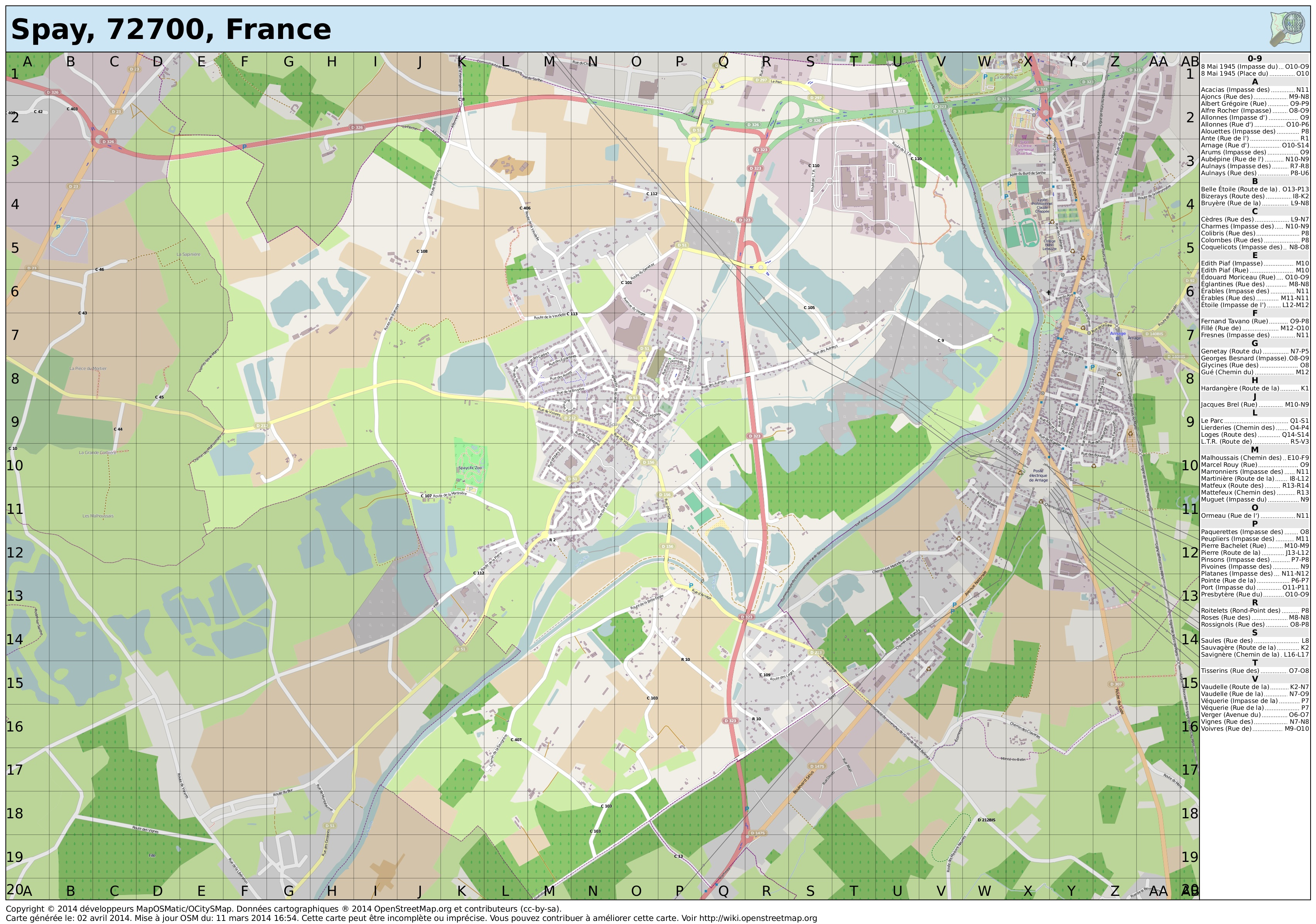
Carte de Spay.

La commune de Spay se situe à 9 km au sud-ouest du Mans.

### Communes limitrophes
| Allonnes            | Allonnes  | Allonnes, Arnage |
| Voivres-lès-le-Mans | Spay      | Arnage           |
| Fillé               | Guécélard | Moncé-en-Belin   |

### Géologie et relief
La superficie de la commune est de 1 422 hectares. Située au cœur de la plaine cénomanienne mancelle, son altitude varie entre 37 et 58 mètres.
La couche de surface du sous-sol spayen est formée des alluvions déposées au fil du temps par la Sarthe, principalement du sable et du gravier.

### Hydrographie
Spay est bordée à l'est et traversée au sud par la Sarthe, dont une partie est canalisée.
On dénombre plus d'une vingtaine d'étangs sur le territoire communal, signes d'une importante activité passée, et encore présente, d'extraction de sable et de graviers. Ces étangs sont le lieu d'accueil de nombreux animaux, notamment des oiseaux : sur le site des gravières de Spay, juste au nord du lieu-dit des Aulnays, 115 espèces aviaires ont été observées.

### Climat
Pour des articles plus généraux, voir Climat des Pays de la Loire et Climat de la Sarthe.
En 2010, le climat de la commune est de type climat océanique dégradé des plaines du Centre et du Nord, selon une étude du CNRS s'appuyant sur une série de données couvrant la période 1971-2000. En 2020, Météo-France publie une typologie des climats de la France métropolitaine dans laquelle la commune est exposée à un climat océanique et est dans la région climatique Moyenne vallée de la Loire, caractérisée par une bonne insolation (1 850 h/an) et un été peu pluvieux.
Pour la période 1971-2000, la température annuelle moyenne est de 11,3 °C, avec une amplitude thermique annuelle de 14,3 °C. Le cumul annuel moyen de précipitations est de 683 mm, avec 11,4 jours de précipitations en janvier et 6,9 jours en juillet. Pour la période 1991-2020, la température moyenne annuelle observée sur la station météorologique de Météo-France la plus proche, sur la commune du Mans à 10 km à vol d'oiseau, est de 12,4 °C et le cumul annuel moyen de précipitations est de 693,4 mm,. Pour l'avenir, les paramètres climatiques de la commune estimés pour 2050 selon différents scénarios d'émission de gaz à effet de serre sont consultables sur un site dédié publié par Météo-France en novembre 2022.

### Voies de communication et transports

#### Voies de communication

##### Routes
L'entrée dans l'agglomération de Spay se fait :
- par Champ Fleuri depuis Allonnes, traversant une zone d'activité peu accueillante (carrières, entrepôts…) ;
- par la route de la Vaudelle depuis Allonnes, traversant la zone résidentielle isolée du Tertre ;
- par la route de Voivres depuis Voivres-lès-le-Mans, traversant une zone naturelle (bois, étangs, champs) ;
- par la rue de Fillé depuis Fillé-sur-Sarthe, traversant une zone agricole ;
- par la rue d'Arnage depuis Moncé-en-Belin, traversant la zone résidentielle de Prélandon et les deux ponts sur la Sarthe et le canal.

La commune est également traversée par deux voies rapides :
- à l'est par la D 323, voie traversant le département de la Sarthe du sud-ouest (La Flèche) au nord-est (La Ferté-Bernard), dans sa portion contournant le centre-bourg d'Arnage ;
- au nord par la D 326, voie reliant la D 323 à la barrière de péage no 9 Le Mans-Sud Allonnes de l'autoroute A11.

##### Sarthe et canal
Afin de faciliter la navigation sur la Sarthe, de nombreux canaux sont creusés au cours du XIXe siècle. Les travaux du canal de Spay, permettant de contourner par le sud le barrage du moulin, débutent en 1838 et s'achèvent en 1841. Long d'environ 1 200 m, il se termine par une écluse permettant la navigation de gabarres à fond plat et de bateaux à vapeur. Permettant d'assurer les échanges de marchandises entre Le Mans et Angers, cette liaison fluviale laisse rapidement place au transport ferroviaire avec l'ouverture de la ligne Le Mans - Angers en 1863, plus rapide donc plus rentable.

##### Ponts
Depuis le Moyen Âge, la traversée de la Sarthe se faisait par un gué au barrage du moulin, accessible uniquement en été, puis, plus tard, par un batelet installé au lieu-dit  le Port. L'entreprise est parfois périlleuse, si bien qu'en 1872, les curés de Spay et de Fillé - MM Jupin et Girault - se noient en traversant la rivière dont les eaux étaient débordées, le bateau du passeur ayant chaviré. Le batelier s'est quant à lui sauvé en s'accrochant au câble.
Afin de sécuriser les déplacements et surtout le commerce avec les villages voisins, le conseil municipal de Spay sollicite, à partir de 1880, le préfet de la Sarthe pour la construction d'un pont enjambant la rivière. Parmi trois propositions des Ponts et Chaussées de la Sarthe, le conseil municipal privilégie, en décembre 1886, un passage au niveau du port afin de limiter la création de voirie supplémentaire. Une demande de construction d'un pont à Arnage, à environ 3 km seulement de celui de Spay, provoque le débat et retarde le projet. En septembre 1887, l’agent voyer d’arrondissement définit les ouvrages d’art. La construction de deux ponts, l'un sur la Sarthe et l'autre sur le canal, est confiée à l’entreprise Fonteix du Mans, les parties métalliques étant sous-traitées à la société Baudet, Donon et Cie de Paris. Les ponts entrent en service en décembre 1889. Le coût total est de 83 900 F, dont 22 931 F pris en charge par la commune.
En 2011, d'importants travaux ont été réalisés pour les rénover et ajouter une voie piétonne sur et entre les deux ponts.

#### Transports

##### Tramway
Dans le cadre du développement du second réseau des Tramways de la Sarthe, le conseil général étudie dès 1888 la mise en œuvre d'une ligne Le Mans - Mayet. La construction démarre en 1893, pour une mise en service le 13 septembre 1897. Entre les stations d'Allonnes et de Fillé, le tramway fait halte deux fois par jour en gare de Spay, simple structure légère installée près de l'actuel café de la Gare. À la suite de la fermeture de la ligne, déficitaire, en juin 1945, la gare est démantelée. Seule une fresque peinte sur le mur arrière du café de la Gare nous rappelle aujourd'hui cette activité passée. Cette fresque est inspirée d'une photographie prise lors de l'arrivée en tramway, depuis Le Mans, des participants d'une rencontre festive des espérantistes du Maine sur les bords de Sarthe, organisée par Louis Gazon le 1er septembre 1907.

##### Car
À ce jour, Spay est desservie plusieurs fois par jour par les cars de la ligne régulière Aléop no 206 reliant La Flèche et le Mans.

## Toponymie
L’origine du nom de la commune de Spay n'est pas clairement déterminée. Selon certains, Spay serait issu du latin Spadonis, signifiant « stérile », en raison de l'absence de terre agricole. Pour d'autres, Spay serait dérivé du latin Cepetum, désignant à l'époque gallo-romaine un lieu où on cultive des oignons.
Au Moyen Âge, Spay aurait été appelée « Cipidus », de l'expression latine « villa cipeti super fluvium sarthae » (ville installée sur la rivière Sarthe), dont on trouve la référence dans un document mérovingien datant du IXe siècle, ou « Cipido » comme dans un texte en latin reportant la restitution de propriétés du Belinois et de Spay par Louis Ier, dit le Pieux, fils de Charlemagne et roi des Francs à l'église du Mans en 833.
Au fil des siècles, la désignation latine se francise en « Cepay », avant d'adopter sa forme définitive « Spay » (également écrit Spoy dans certains documents de l'époque féodale).
Le gentilé est Spayen.

## Urbanisme

### Typologie
Au 1er janvier 2024, Spay est catégorisée bourg rural, selon la nouvelle grille communale de densité à sept niveaux définie par l'Insee en 2022.
Elle appartient à l'unité urbaine de Spay, une unité urbaine monocommunale constituant une ville isolée,. Par ailleurs la commune fait partie de l'aire d'attraction du Mans, dont elle est une commune de la couronne,. Cette aire, qui regroupe 144 communes, est catégorisée dans les aires de 200 000 à moins de 700 000 habitants,.

### Occupation des sols
L'occupation des sols de la commune, telle qu'elle ressort de la base de données européenne d’occupation biophysique des sols Corine Land Cover (CLC), est marquée par l'importance des territoires agricoles (60,4 % en 2018), en diminution par rapport à 1990 (67,7 %). La répartition détaillée en 2018 est la suivante : 
zones agricoles hétérogènes (27,5 %), terres arables (20,5 %), eaux continentales (15,5 %), prairies (12,4 %), zones urbanisées (11,4 %), zones industrielles ou commerciales et réseaux de communication (8,2 %), forêts (4,6 %). L'évolution de l’occupation des sols de la commune et de ses infrastructures peut être observée sur les différentes représentations cartographiques du territoire : la carte de Cassini (XVIIIe siècle), la carte d'état-major (1820-1866) et les cartes ou photos aériennes de l'IGN pour la période actuelle (1950 à aujourd'hui).

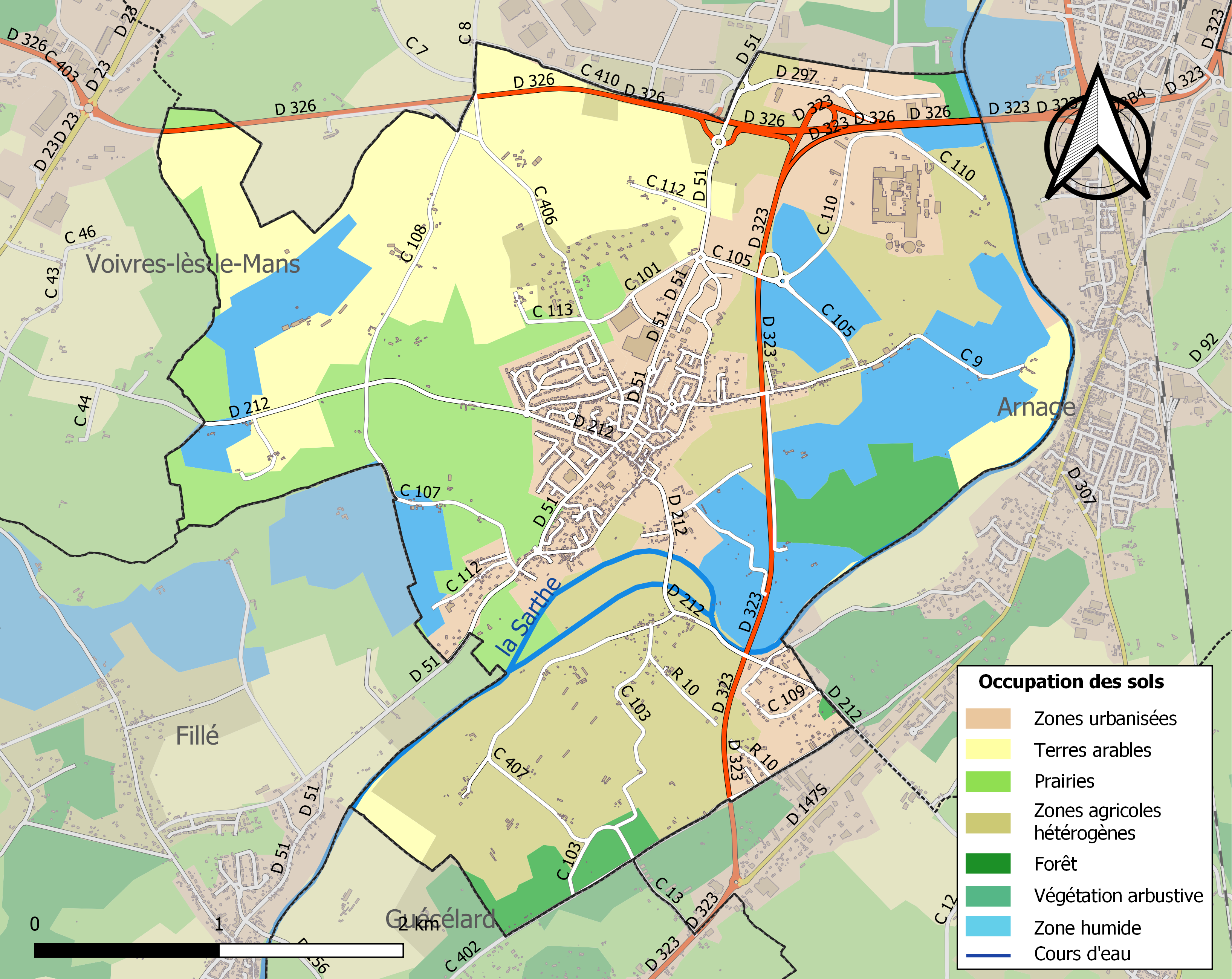
Carte des infrastructures et de l'occupation des sols de la commune en 2018 (CLC).

### Logement
En 2009, le nombre total de logements dans la commune était de 1 090, alors qu'il était de 816 en 1999.
Parmi ces logements, 95,1 % étaient des résidences principales, 1,5 % des résidences secondaires et 3,4 % des logements vacants. Ces logements étaient pour 98,5 % d'entre eux des maisons individuelles et pour 1,4 % des appartements.
La proportion des résidences principales, propriétés de leurs occupants était de 85,8 %, comme en 1999 85,4 %).

### Projets d'aménagements
Au milieu des années 1980, alors qu'elle vit sa première vague de croissance démographique, la commune décide de s’approprier les terrains qui se libèrent à proximité du centre bourg, entre l'église et le café de la gare, afin de réaliser une nouvelle unité foncière indispensable à sa modernisation. Au début des années 2000, un ensemble harmonieux et accessible mariant 11 commerces et services, 18 logements et de multiples aires de stationnement voit le jour. Le lieu devient rapidement le nouveau cœur du village pour les Spayens, et un argument décisif pour convaincre les nouveaux arrivants de la seconde vague migratoire.

## Histoire

### Préhistoire
Le territoire actuel de Spay se situe au cœur de l'ancestrale forêt du Mans[réf. souhaitée], aujourd'hui quasiment disparue. Théâtre de la 1re crise de démence du roi Charles VI, elle s'étendait au sud du Mans sur un vaste territoire regroupant les communes de Changé, Allonnes, Pruillé-le-Chétif, Louplande, Étival-lès-le-Mans, Spay, Fillé-sur-Sarthe, Voivres-lès-le-Mans, Roézé-sur-Sarthe, Guécélard, La Suze-sur-Sarthe, Saint-Jean-du-Bois, Mézeray, Courcelles-la-Forêt, Parigné-le-Pôlin et La Fontaine-Saint-Martin. Elle se composait à 65 % de chênes, mais également de pins maritimes, pins sylvestres et charmes, essences toujours présentes de nos jours,.

### Antiquité
Les plus anciennes traces de vie découvertes sur ce territoire remonte à la période gallo-romaine. À cette époque, la région est occupée par les Aulerques Cénomans, peuple gaulois qui font de Vindunum (l'actuelle Le Mans) leur capitale politique et la toute proche Allonna (l'actuelle Allonnes) leur centre religieux. Il est probable que des Cenomans se soient installés à Spay, des traces de construction en terre cuite ayant été retrouvées près du lieu-dit la Lande.

### Ancien Régime
Au Moyen Âge, sous l'impulsion d’Aldric du Mans, la forêt est méthodiquement déboisée pour y installer des cultures. Les premières seigneuries rurales sont établies ; sur le territoire de Spay, on peut identifier au fil des siècles le marquisat de Lavardin, les fiefs de Belleborde, des Bizerays, de Jalesnes et le comté du Maine. Les diverses populations de ces seigneuries se regroupent alors en petite communauté. Une église est bâtie dès le IXe siècle et le premier bourg prend forme.

#### Seigneurie des Bizerais
La famille Bellanger, anciennement originaire du Mans, est entrée en possession en 1484 de la terre du Gros-Chesnay, à Fillé. Jean Bellanger (Jehan Bellenger), capitaine pour le roi du navire Saint-Philippe, l'échangea la même année avec Alexandre Mainard (Mesnard) contre la terre des Bizerais à Spay,.
L'un de ces descendants, Nicolas Bellanger, également seigneur du Gué à Spay, obtient le 10 mai 1599 une ordonnance de confirmation de noblesse des commissaires généraux chargés du régalement des tailles,; Nicolas Bellanger devient alors Nicolas de Bellanger. La famille de Bellanger conserve le domaine jusqu'au XVIIIe siècle.

#### Seigneurie de Spay
La seigneurie de Spay a connu de nombreux propriétaires. Aux XIIIe et XIVe siècles, le domaine est au main de la puissante famille de Riboule, qui possède également le domaine de Lavardin.
À la fin du XVIe siècle, il est propriété de Pierre Hoyau, gentilhomme du Maine et homme de bien,, qui est également connu pour avoir pratiqué la science cabalistique à l'image de Nicolas Flamel.
Puis, entre 1584 et 1609, la seigneurie de Spay passe aux mains de la famille de Jalesnes, notamment Charles, seigneur puis marquis de Jalesnes (érection du marquisat de Jalesnes par lettres patentes en 1634), seigneur de La Beunèche, de Spay et de Vauguion notamment, chevalier de l'ordre du roi, gentilhomme ordinaire de la chambre du roi, conseiller en ses conseils d'état et capitaine de 100 hommes d'armes des ordonnances du roi,.
Entre 1661 et 1666, la seigneurie est acquise par la famille Le Boindre, qui possède déjà la seigneurie du Gros-Chesnay. Jean Joseph Le Boindre de Vauguion, seigneur de Fillé, Spay, Roizé, Gros-Chesnay, Buffe, etc. et baron de la Beunèche, conseiller en la grande chambre du parlement de Paris, bienfaiteur des églises de Fillé, de Spay et de Roizé, ainsi que des pauvres des trois paroisses, meurt en 1757 sans successeur.
Le domaine de Spay passe alors dans les mains de la famille Daniel de Beauvais. Louis-François Daniel de Beauvais, écuyer et receveur général puis directeur du tabac au Mans, homme très riche, est acquéreur du château du Gros-Chesnay et de ses dépendances vers 1759 et devient seigneur de Fillé, Spay, Roizé etc. À sa mort en 1780, le domaine est divisé entre ses trois enfants,. Jusqu'à la Révolution...

### Révolution française et Empire
Pendant la Révolution, à la suite de la proclamation du culte de la raison par la Convention, les symboles et biens de l'Église sont vendus ou saccagés. À Spay, le mobilier et le linge de l'église sont vendus le 20 messidor an II. L'église est, quant à elle, louée à Jacques Gazon le 26 floréal an III ; l'église et la sacristie sont déjà fortement détériorées par les révolutionnaires : le sol est partiellement dépavé (sous prétexte de la recherche du salpêtre), des vitraux sont cassés, la voûte présente trois grands trous. L'église de Spay est ensuite vendue le 16 fructidor an IV à Pierre Grosbois, qui la cède le 21 floréal an IX à Pierre Lebatteux et Julien Meunier, mandataires de la paroisse qui avait fourni l'argent.
Les années qui suivent la chute du royaume sont caractérisées par une insécurité grandissante dans les campagnes sarthoises. Sous couvert du conflit opposant Républicains et Chouans, de nombreuses bandes harcèlent les populations : vandalisme, pillage, agressions… Autour de Spay, on note en l'an VIII la présence du Chouan Branche-d'Or (domestique du marquis de la Gélinière dont il usurpe le nom) qui se sert d'une ferme locale comme de dépôt. En l'an IX, c'est au tour du Chouan Tape-à-mort (de son vrai nom Michel Gazon) et de sa bande de faire la loi et de tenter de recruter des hommes pour soutenir la Chouannerie.

### Époque contemporaine

#### La séparation du hameau d'Arnage
En 1839, 78 habitants de Spay, Pont-Lieue et Moncé-en-Belin demandent l'érection du hameau d'Arnage, situé sur les trois territoires communaux, en commune propre afin d'en faciliter l'administration. Les trois conseils municipaux s'y sont unanimement opposés, suivant ainsi l'avis de 490 de leurs habitants. D'autres pétitions soumises ultérieurement ne rencontrent pas plus de succès,, jusqu'en 1847 lorsque le conseil général de la Sarthe adopte, à la demande des habitants de la rive gauche, la division des électeurs de Spay en deux sections électorales : une pour la rive droite (bourg de Spay) et une pour la rive gauche (hameau d'Arnage). Cette même année, une ordonnance royale en date du 7 août crée la paroisse d'Arnage à partir d'une partie de celles de Spay, Moncé-en-Belin et Pontlieue. Finalement, la commune d'Arnage est établie par décret le 4 juin 1853 : plus de 300 habitants de Spay deviennent Arnageois.

#### Le développement des services publics
En 1912, à la demande du conseil municipal et avec l'appui du conseil général de la Sarthe, le 1er établissement de facteur-receveur de Spay ouvre ses portes le 16 avril,. Le bureau de poste actuel est construit en 1920 par l'architecte René Lévesque, spécialiste des bâtiments administratifs.
En 1926, Spay intègre, par arrêté préfectoral du 10 juillet, le syndicat de Mayet et extensions. L'organisme, contrôlé par l'office départemental d'électrification, est créé deux ans plus tôt pour coordonner les différents projets d'électrification émanant des communes de Sarthe. Il lance notamment la construction d'une ligne 15 000 volts de 16 km reliant La Suze-sur-Sarthe à la sous-station d'Arnage via Roézé-sur-Sarthe et Spay, et le déploiement d'un réseau basse tension à Spay. En juillet 1927, Spay est électrifiée et l'exploitation du réseau est attribuée à la Société de distribution Maine-Anjou. Les écoles de filles et de garçons reçoivent l'éclairage électrique en 1929.

#### La Seconde Guerre mondiale
En 1944, au cœur de la bataille de Normandie, Spay découvre les chars Sherman de la 5e division blindée de l'armée américaine. En cette soirée du 7 août, une tête de colonne de la division, devant normalement traverser la Sarthe à hauteur du village voisin de Fillé pour se positionner au sud-est du Mans, s'égare et entre involontairement dans Spay. L'armée américaine ne possédant pas de carte d'État-Major de la région, les soldats utilisent des cartes routières Michelin non quadrillées qui ne permettent pas une localisation précise. Les chars ne peuvent franchir les ponts et font demi-tour. Alors que des accrochages éclatent au lieu-dit la Belle Étoile et dans le bourg de Fillé, position de repli des services administratifs de la Luftwaffe, aucun incident n'est signalé dans Spay.

## Politique et administration

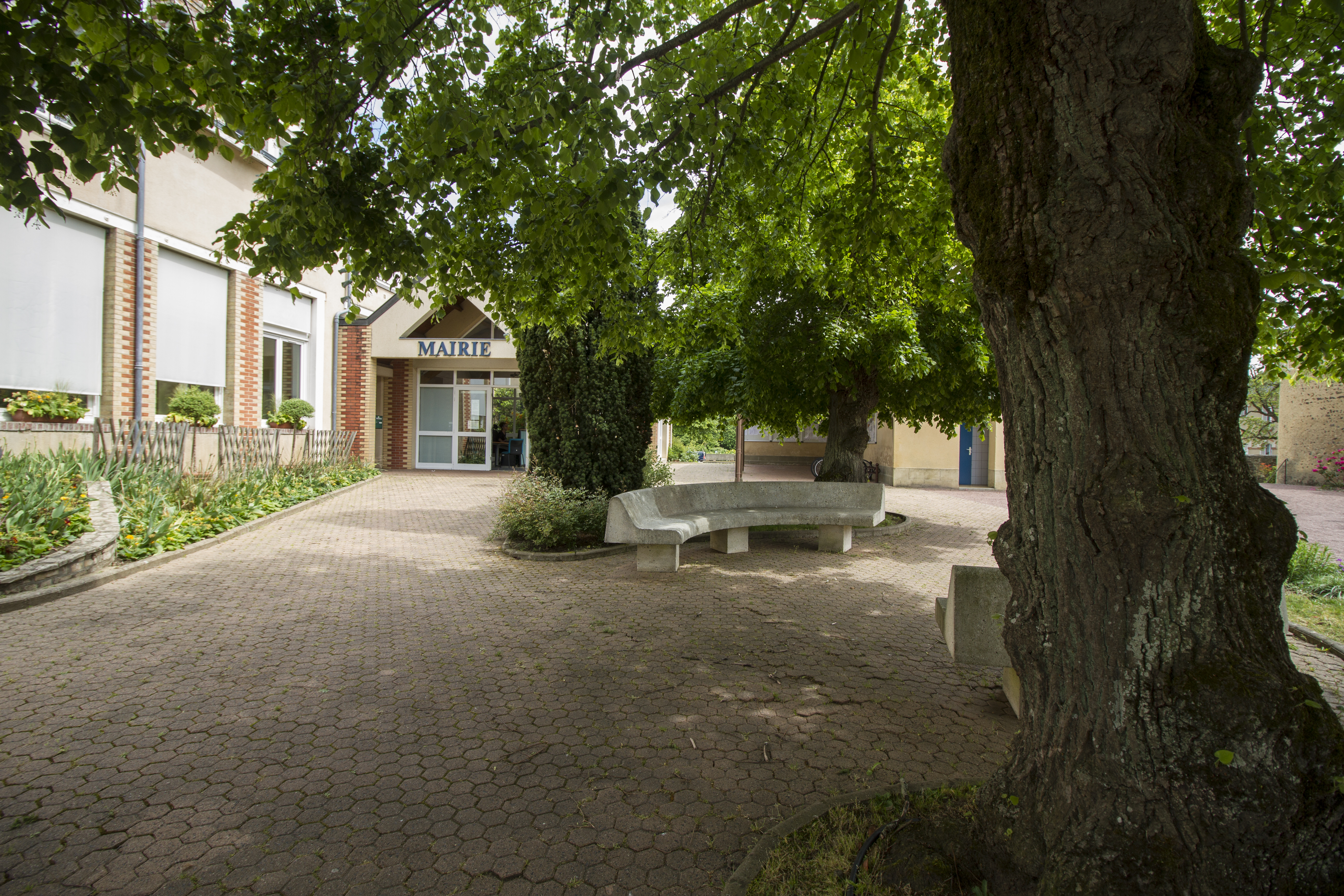
La mairie.

### Tendances politiques et résultats
Au premier tour des élections municipales de 2014, la liste  conduite par Jean-Yves Avignon a obtenu 51,98 % des suffrages exprimés et la seconde liste  conduite par Marc Gabay a obtenu 48,01 %, le taux d'abstention était de 25,13 %. Le conseil municipal est donc constitué de 18 membres issus de la  première liste divers droite et de 5 membres issus de la seconde liste. Lors de la première réunion du conseil municipal le 28 mars 2014, Jean-Yves Avignon a été élu maire.

### Administration municipale
Le nombre d'habitants au dernier recensement étant compris entre 2 500 et 3 499, le nombre de membres du conseil municipal est de vingt-trois dont le maire et six adjoints.

### Liste des maires
| Période                                  | Période   | Identité                | Étiquette | Qualité                                                               |
| ---------------------------------------- | --------- | ----------------------- | --------- | --------------------------------------------------------------------- |
| Les données manquantes sont à compléter. |           |                         |           |                                                                       |
| ?                                        | ?         | Albert Grégoire         |           |                                                                       |
| ?                                        | ?         | M. Grosbois             |           |                                                                       |
| ca. 1960                                 |           | Georges Besnard         |           |                                                                       |
| mars 1965                                | mars 1977 | Marcel Rouy (1908-1979) |           | Exploitant agricole Premier adjoint (1963 → 1965)                     |
| mars 1977                                | mars 2001 | Alain Monsseaux         | DVD       | Chef d'atelier Conseiller général de la Suze-sur-Sarthe (1982 → 1988) |
| mars 2001                                | mars 2008 | Jean-Yves Avignon       | DVD       |                                                                       |
| mars 2008                                | mars 2014 | Marc Gabay              | DVD       | Médecin                                                               |
| mars 2014                                | En cours  | Jean-Yves Avignon       | DVD       | Retraité MMA                                                          |

Le 10 mars 2011, vu l'ancienneté dans sa fonction de maire, Alain Monsseaux est nommé maire honoraire de la commune de Spay par Pascal Lelarge, préfet de la Sarthe.

### Instances judiciaires et administratives
Les juridictions compétentes pour Spay se situent au Mans à Nantes et à Angers. Ainsi, la commune dépend du tribunal d'instance du tribunal de grande instance, du tribunal pour enfants, du  conseil de prud'hommes et du tribunal de commerce du Mans ; du tribunal administratif et de la Cour administrative d'appel de Nantes ; et enfin de la Cour d'appel d'Angers.

### Politique environnementale
Depuis son intégration dans la communauté de communes du Val-de-Sarthe, Spay a déployé un processus de tri sélectif des déchets ménagés via notamment le développement de points d'apport volontaire.
La municipalité s'est également engagée dans une démarche éco-responsable visant à réduire sa consommation d'énergie et à limiter la pollution des ressources en eau.
Par ailleurs, la commune a obtenu le niveau deux fleurs au concours des villes et villages fleuris.

### Jumelages
Au 20 avril 2014, Spay est jumelée avec :
- Spay (Allemagne) depuis 1983, située dans l'arrondissement de Mayen-Coblence et l'État fédéré Rhénanie-Palatinat sur la rive gauche du Rhin, 12 km au sud de Coblence.

## Population et société

### Démographie

#### Évolution de la population
L'évolution du nombre d'habitants est connue à travers les recensements de la population effectués dans la commune depuis 1793. Pour les communes de moins de 10 000 habitants, une enquête de recensement portant sur toute la population est réalisée tous les cinq ans, les populations de référence des années intermédiaires étant quant à elles estimées par interpolation ou extrapolation. Pour la commune, le premier recensement exhaustif entrant dans le cadre du nouveau dispositif a été réalisé en 2004.
En 2022, la commune comptait 2 821 habitants, en évolution de −2,62 % par rapport à 2016 (Sarthe : −0,25 %, France hors Mayotte : +2,11 %).
La commune a connu une forte expansion démographique à partir des années 1970, devenant alors une cité-dortoir : en 2008, seuls 13,7 % des actifs ayant un emploi exercent dans la commune.
| 1793 | 1800 | 1806 | 1821 | 1831 | 1836 | 1841 | 1846 | 1851  |
| ---- | ---- | ---- | ---- | ---- | ---- | ---- | ---- | ----- |
| 588  | 592  | 683  | 739  | 889  | 834  | 965  | 988  | 1 090 |

| 1856 | 1861 | 1866 | 1872 | 1876 | 1881 | 1886 | 1891 | 1896 |
| ---- | ---- | ---- | ---- | ---- | ---- | ---- | ---- | ---- |
| 787  | 833  | 806  | 742  | 748  | 727  | 722  | 727  | 750  |

| 1901 | 1906 | 1911 | 1921 | 1926 | 1931 | 1936 | 1946 | 1954 |
| ---- | ---- | ---- | ---- | ---- | ---- | ---- | ---- | ---- |
| 753  | 756  | 748  | 720  | 682  | 639  | 618  | 626  | 676  |

| 1962 | 1968 | 1975  | 1982  | 1990  | 1999  | 2004  | 2006  | 2009  |
| ---- | ---- | ----- | ----- | ----- | ----- | ----- | ----- | ----- |
| 708  | 814  | 1 176 | 1 848 | 2 314 | 2 300 | 2 501 | 2 497 | 2 772 |

| 2014  | 2019  | 2022  | - | - | - | - | - | - |
| ----- | ----- | ----- | - | - | - | - | - | - |
| 2 908 | 2 881 | 2 821 | - | - | - | - | - | - |

La population de la commune est relativement jeune : le taux de personnes d'un âge supérieur à 60 ans (16,1 %) est nettement inférieur au taux national (21,6 %) et au taux départemental (23,1 %). Contrairement aux répartitions nationale et départementale, la population féminine de la commune est inférieure à la population masculine : le taux (49,7 %) est inférieur au taux national (51,6 %) et au taux départemental (51,2 %).

#### Pyramide des âges
En 2018, le taux de personnes d'un âge inférieur à 30 ans s'élève à 31,1 %, soit en dessous de la moyenne départementale (34,6 %). À l'inverse, le taux de personnes d'âge supérieur à 60 ans est de 28,3 % la même année, alors qu'il est de 28,2 % au niveau départemental.
En 2018, la commune comptait 1 437 hommes pour 1 448 femmes, soit un taux de 50,19 % de femmes, légèrement inférieur au taux départemental (51,34 %).
Les pyramides des âges de la commune et du département s'établissent comme suit.
| Hommes | Classe d’âge | Femmes |
| ------ | ------------ | ------ |
| 0,3    | 90 ou +      | 0,7    |
| 5,3    | 75-89 ans    | 6,1    |
| 22,6   | 60-74 ans    | 21,6   |
| 24,0   | 45-59 ans    | 23,3   |
| 16,0   | 30-44 ans    | 17,7   |
| 12,3   | 15-29 ans    | 12,2   |
| 19,4   | 0-14 ans     | 18,3   |

| Hommes | Classe d’âge | Femmes |
| ------ | ------------ | ------ |
| 1      | 90 ou +      | 2,3    |
| 7,9    | 75-89 ans    | 10,6   |
| 17,8   | 60-74 ans    | 18,6   |
| 20,2   | 45-59 ans    | 19,3   |
| 17,1   | 30-44 ans    | 16,8   |
| 17,3   | 15-29 ans    | 15,6   |
| 18,7   | 0-14 ans     | 16,8   |

### Enseignement
La commune est dotée de deux structures scolaires :
- l'école publique maternelle « Les Petits Pas » composée de 5 classes pour l'année scolaire 2013-2014 ;
- l'école publique primaire « Albert-Grégoire » composée de 8 classes pour l'année scolaire 2013-2014.

Pour faire suite à l'augmentation du nombre d'enfants scolarisés sur Spay, et dans un souci de respect des normes de sécurité en vigueur, un nouveau restaurant scolaire est inauguré en mars 2014.
La poursuite de l'enseignement (collège, lycée...) doit s'effectuer hors commune (Allonnes, Le Mans...).

### Santé
Afin d'assurer une assistance médicale de proximité, de nombreux professionnels de santé officient dans le centre-bourg :
- deux médecins généralistes ;
- un chirurgien-dentiste ;
- deux infirmières ;
- deux kinésithérapeutes ;
- un podologue ;
- une antenne Santé du travail 72.

L'hôpital public le plus proche est le centre hospitalier du Mans.

### Sports

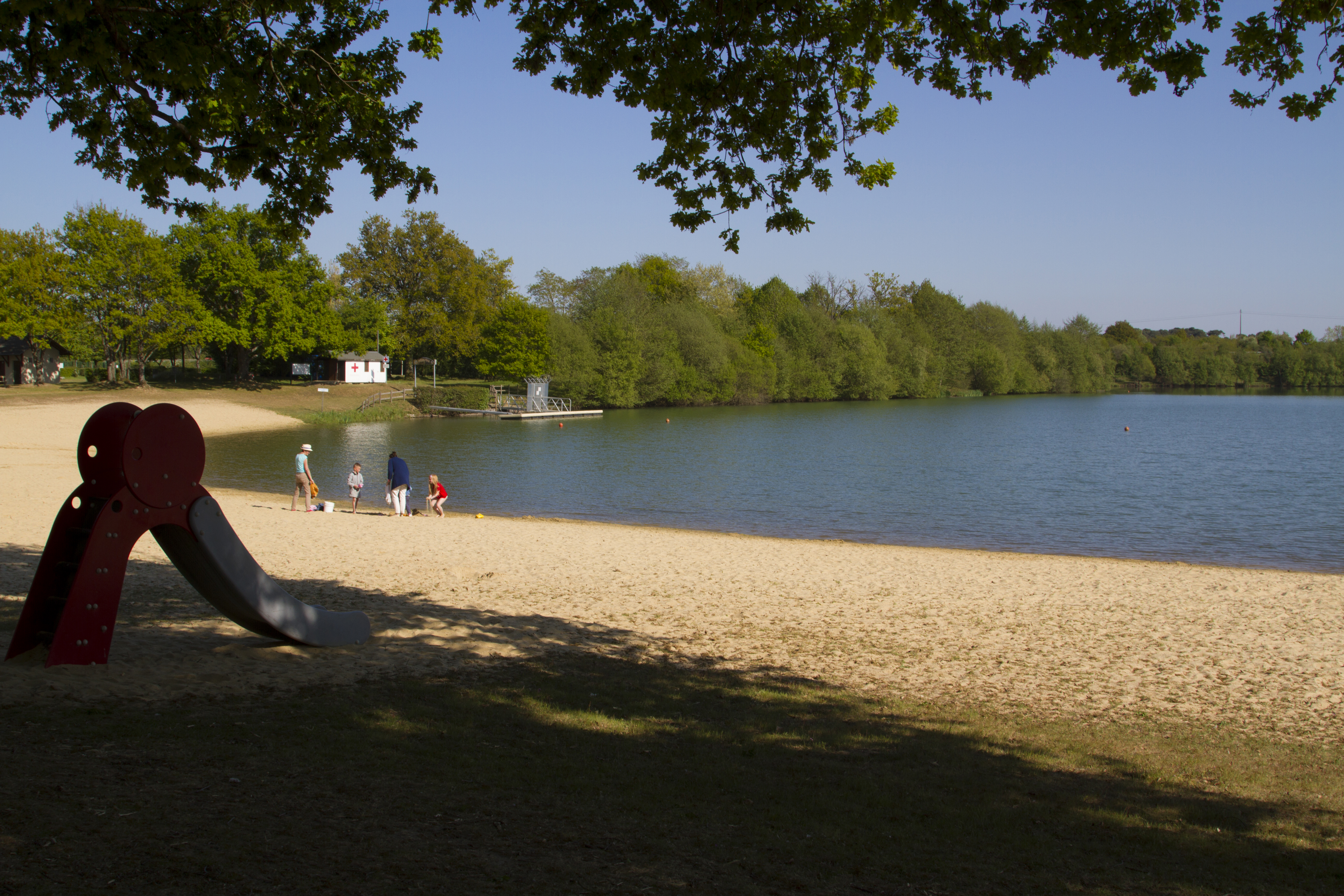
Domaine du Houssay.

- Base de loisirs du domaine du Houssay : baignade, pêche, canoë, pédalo, mini golf, disc golf, skate park, parcours d'orientation, VTT, randonnée, parcours de santé.
- Mini golf (situé dans la base de loisirs) : parcours de compétition de 18 trous unique en France en filz suédois, théâtre du championnat de France 2008.
- Club Maine-Marine : club nautique sur la Sarthe avec mise à l'eau, ski nautique (zone à grande vitesse de 2 km), permis.

### Médias
Le Maine libre et Ouest-France assurent la publication des informations locales à la commune.

### Cultes
Aucun office régulier n'est tenu en l'église Sainte-Anne.

## Économie

### Revenus de la population et fiscalité
En 2011, le revenu fiscal médian par ménage était de 38 016 €, ce qui plaçait Spay au 4 598e rang parmi les 31 886 communes de plus de 49 ménages en métropole.
En 2009, 30,4 % des foyers fiscaux n'étaient pas imposables.

### Emploi
En 2009, la population âgée de 15 à 64 ans s'élevait à 1 910 personnes, parmi lesquelles on comptait 74,3 % d'actifs dont 69,6 % ayant un emploi et 4,7 % de chômeurs.
On comptait 1 293 emplois dans la zone d'emploi, contre 967 en 1999. Le nombre d'actifs ayant un emploi résidant dans la zone d'emploi étant de 1 334, l'indicateur de concentration d'emploi est de 96,9 %, ce qui signifie que la zone d'emploi offre un emploi par habitant actif.

### Entreprises et commerces
Au 31 décembre 2010, Spay comptait 160 établissements : 11 dans l’agriculture-sylviculture-pêche, 16 dans l'industrie, 17 dans la construction, 98 dans le commerce-transports-services divers et 18 étaient relatifs au secteur administratif.
En 2011, 16 entreprises ont été créées à Spay, dont 6 par des autoentrepreneurs.

#### Industrie
Le principal établissement industriel de Spay est l'usine de tabac reconstitué de la société LTR Industries : spécialisée dans la production de tabac reconstitué, elle est implantée à Spay depuis 1963 et emploie, en juin 2009, 440 personnes (environ 33 % des emplois), pour un chiffre d'affaires annuel 2008 de 128 M€.

#### Tourisme
- Spaycific'Zoo : jardin des oiseaux de la fourmi au tatou des espèces animales peu communes présentées de façon originale dont la plus grande volière africaine de France 2 500 m2, 12 m de haut.
- Camping municipal de Spay (situé dans la base de loisirs) : deux étoiles.
- Port (situé dans la base de loisirs) : 34 anneaux en bord de Sarthe.

## Culture locale et patrimoine

### Lieux et monuments

#### Patrimoine remarquable
La commune ne compte aucun lieu ou monument répertorié à l'inventaire des monuments historiques et à l'inventaire général du patrimoine culturel ; mais elle compte 18 objets répertoriés à l'inventaire des monuments historiques et aucun objet répertorié à l'inventaire général du patrimoine culturel.

#### Autre patrimoine
L’église Sainte-Anne construite entre le IXe et le XIXe siècle, de style roman :
- IXe siècle : nef (partie ouest) ;
- XIe siècle : nef (partie est) ;
- XIVe siècle : clocher, tour carrée et abside ;
- XVIIIe siècle : transept ;
- XIXe siècle : sacristie et chapelles.

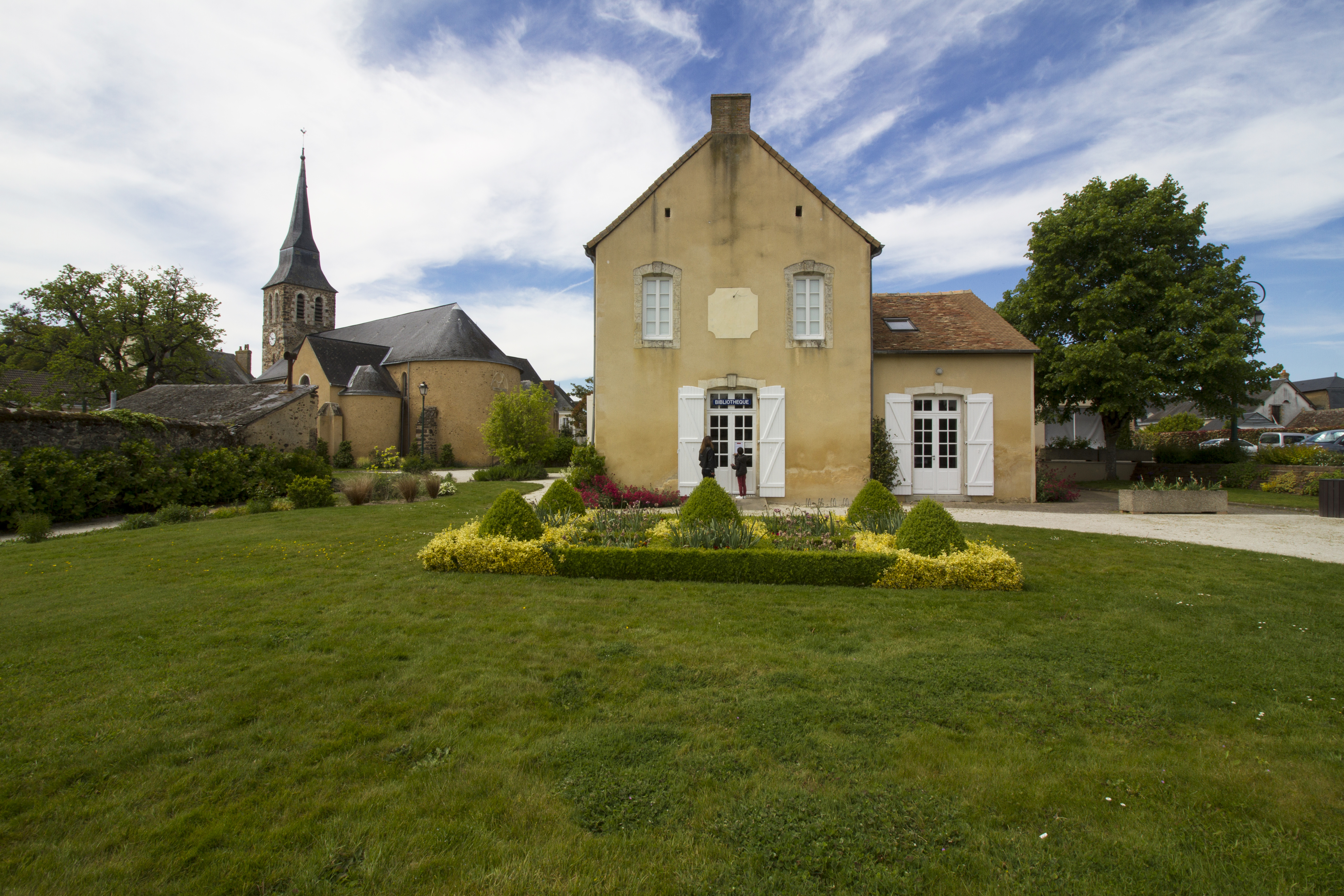
Le presbytère.
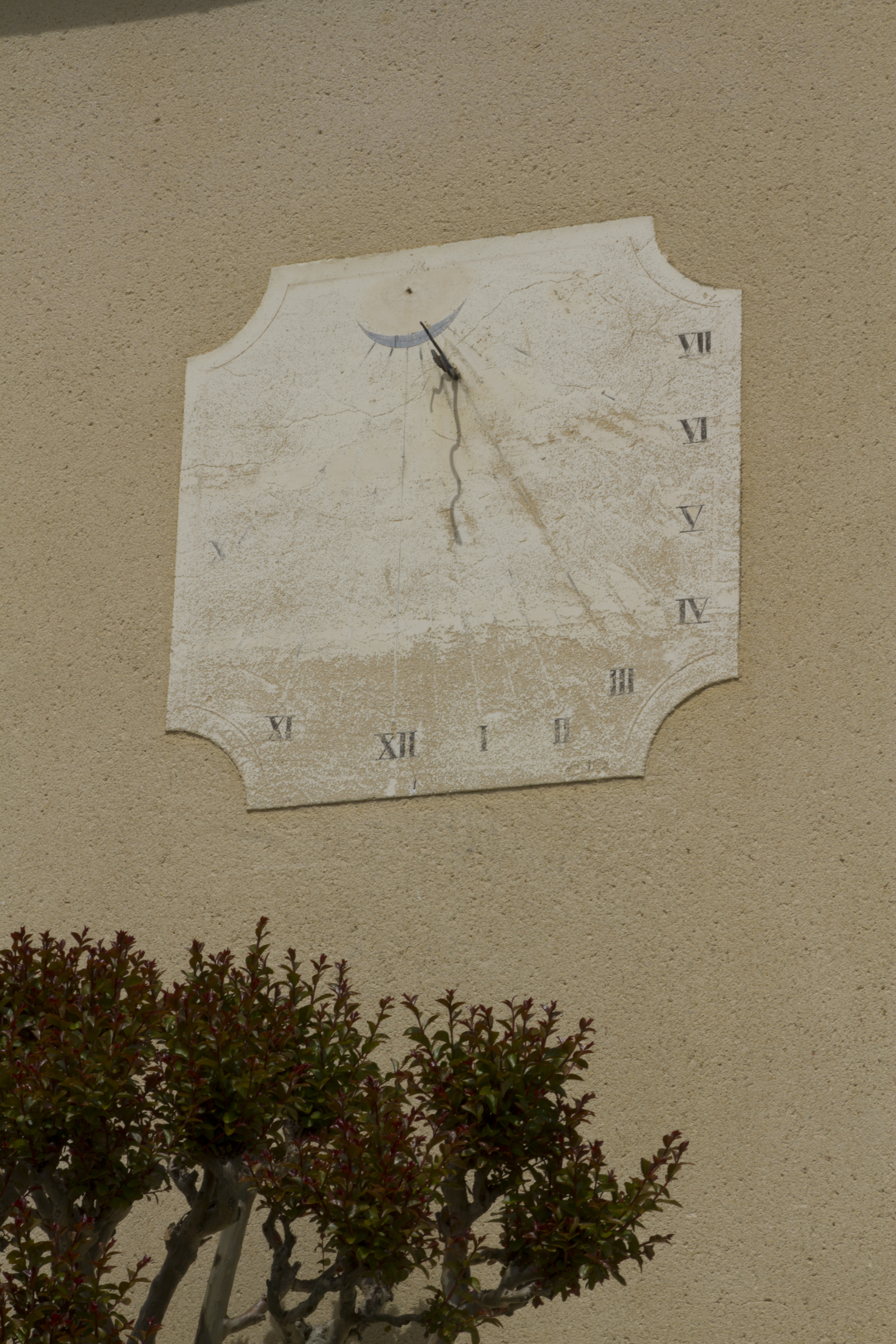
Le cadran solaire du presbytère.

Le presbytère construit au XVIIe siècle, doté de cadrans solaires sur les façades est et sud, probablement installés vers 1749, puis restaurés en 1988.
Un château médiéval dominait autrefois le lieu-dit les Grands Bizerays. Il fut détruit à la fin du XVIe siècle.
Arrosé par la Sarthe, le village de Spay est doté d'un moulin à eau dès le XVIe siècle, destiné à la production de farine. Le moulin, reconstruit après un incendie en 1959 est aujourd'hui hors de service. Il est toujours équipé de deux génératrices Citroën alimentant une minoterie industrielle.

### Personnalités liées à la commune
- Guy Pecate ou Pecatte ou Pacate (?-1580), bénédictin, auteur de poésies latines et françaises non publiées, grand ami de Ronsard qui lui dédia la VIIe pièce du IVe Livre des Odes de 1550. Né à Saint-Rémy-du-Plain, il fait profession à l'abbaye de la Couture le 11 février 1529, est titulaire du prieuré de Sougé de 1542 à 1563, puis curé de Spay avant de devenir sacristain de l'abbaye de la Couture où il meurt le 5 juillet 1580[91],[92].
- Jacques Aragon, curé de Spay et chanoine de la cathédrale Saint-Julien du Mans, XVIIe siècle[93].
- Charles Drouet, maître de forges, conseiller général de la Sarthe. En 1840, il testa sur les terres de Castel-Joli, dans le sol sablonneux de Spay, le seigle multicaule, céréale d'origine allemande et tout juste importée en France en 1835 par M. Salomon, directeur de l'École forestière de Nancy[94].
- Louis Gazon (1870-1910), pharmacien à la villa Beauchêne, conseiller municipal de Spay, pionnier de l'espéranto en Sarthe, membre du Cercle républicain de la Sarthe[25],[95],[96].
- Albert Grégoire, instituteur chargé d'école à Spay, récompensé d'une mention honorable décernée par le Ministre de l'Instruction Publique par arrêté du 10 juillet 1903[97], puis maire de Spay en 1925[98] et 1929[99].
- Auguste Langeron, directeur d'école à Spay, récipiendaire de la croix de guerre. Lauréat de la Société des écrivains de province en 1928, des Jeux floraux du Berry, de l'Orientine, etc. Membre de l'Association des écrivains combattants, de la Société des écrivains de province (Bordeaux), de la Société historique et archéologique du Maine (Le Mans à partir de 1921). Membre fondateur et secrétaire du groupe des Trois Compagnons (Saint-Léonard-des-Bois puis Spay). Secrétaire de la rédaction de la Renaissance provinciale, bulletin de la Société des écrivains de province (Bordeaux)[100],[101],[102].
- Edouard Moriceau, instituteur et fondateur de l'USN Spay en 1938[103].

### Héraldique, logotype et devise
| Blason de Spay | Blason  | Parti : au premier d'azur semé de fleurs de lys d'or, au second mi-parti d'azur à l'église d'or ; le tout sommé d'un comble d'argent chargé de trois roses de gueules boutonnées aussi d'argent ; le tout enfermé dans une bordure de gueules chargée d'un lion d'argent en chef à dextre. |
| Blason de Spay | Détails | Le statut officiel du blason reste à déterminer. |